# گاموسور
گاموسور(نام علمی: Gamosaurus) نام یک سرده از رده خزندگان است.